# 1405 Sibelius
Sibelius (asteróide 1405) é um asteróide da cintura principal com um diâmetro de 12,18 quilómetros, a 1,9238916 UA. Possui uma excentricidade de 0,1456868 e um período orbital de 1 234,33 dias (3,38 anos).
Sibelius tem uma velocidade orbital média de 19,84773706 km/s e uma inclinação de 7,035º.
Esse asteróide foi descoberto em 12 de Setembro de 1936 por Yrjö Väisälä.